# Actinothoe gracillima
Actinothoe gracillima is een zeeanemonensoort uit de familie Sagartiidae.
Actinothoe gracillima is voor het eerst wetenschappelijk beschreven door McMurrich in 1887.